# منظمة السياحة العالمية
منظمة السياحة العالمية (بالإنجليزية: World Tourism Organization) هي منظمة تابعة للأمم المتحدة تهتم بشؤون الدول من الناحية السياحية، وتصدر الإحصائيات المتعلقة بالطلب والعرض السياحي على مستوى العالم، ومقرها في مدريد.

## نشأة المنظمة
نشأت المنظمة كمؤتمر دولي لاتحادات النقل السياحي الرسمية، والذي اس في 1925 في لاهاي، وبعد الحرب العالمية الثانية.
عدل اسمها إلى الاتحاد الدولي لمنظمات السفر الرسمية وانتقلت إلى جنيف. وكان هذا الاتحاد منظمة فنية وغير حكومية ووصل عدد اعضائه أثناء ذروته إلى 109 منظمات سياحية وطنية و88 أعضاء مرافقين من بينهم مجموعات في القطاعين العام والخاص في العالم.
في 1967 طالب أعضاء الاتحاد بتحويله إلى كيان حكومي دولي يفوض باجراء الاتفاقات على أساس عالمي بخصوص كل المسائل المتعلقة بالسياحة وللتعاون مع المنظمات المنافسة الأخرى، خصوصا تلك التابعة لنظام الأمم المتحدة مثل منظمة الصحة العالمية واليونسكو ومنظمة الطيران المدني الدولية. واتخذ قرار لنفس الغرض في 1969 من قبل الجمعية العمومية للامم المتحدة لتنظيم الدور المركزي للاتحاد الذي يجب أن يلعبه في مجال السياحة العالمية بالتعاون مع الكيانات الموجودة ضمن الأمم المتحدة. وبعد ذلك القرار اقر النظام الأساسي لمنظمة السياحة العالمية في 1974 من قبل الدول التي انتسبت منظماتها السياحية الرسمية إلى الاتحاد الدولي الانف الذكر. وعقدت المنظمة الجديدة أولى جمعياتها العمومية في مدريد في 1975، وعينت الامانة العامة في مدريد ببداية السنة التالية باقتراح من الحكومة الأسبانية التي قدمت مبنى للمقر العام. في 1976 أصبحت المنظمة وكالة تنفيذية لبرنامج الأمم المتحدة للتنمية. وفي 1977 وقعت اتفاقية تعاون رسمية مع الأمم المتحدة نفسها، وفي 2003 حولت المنظمة إلى وكالة متخصصة للأمم المتحدة. وفي 2005 وصل عدد اعضائها إلى 145 بلدا وسبعة أقاليم وحوالي 350 عضوا منتدبا يمثلون القطاع الخاص والمؤسسات التعليمية والاتحادات السياحية والسلطات السياحية المحلية.

## مركز أنباء الأمم المتحدة
أعلنت منظمة السياحة العالمية التابعة للأمم المتحدة عن انضمام رابطة سياحية تضم مجموعة من الشركات العاملة في مجال السياحة وذلك لتنمية السياحة وتعزيز عملها للمساعدة في القضاء على الفقر وتعزيز التنمية الاجتماعية والاقتصادية والمحافظة على البيئة. وقال المسؤول بمنظمة السياحة العالمية، يوجينيو يونس "إن رابطة منظمي الرحلات السياحية بما لديها من خبرة في تقديم وتنظيم العطلات وبما لديها من تأثير على السياحة يمكن أن تلعب دورا هاما في التأثير على مستوى وتنمية السياحة في العالم". وقد انتقلت الرابطة من باريس حيث كان مقرها داخل برنامج الأمم المتحدة للبيئة إلى مدريد حيث مقر منظمة السياحة العالمية. وتتكون الرابطة من 15 شركة من منظمي الرحلات السياحية وتأسست عام 1999 بدعم من منظمة السياحة العالمية وبرنامج الأمم المتحدة للبيئة واليونسكو. وتعتبر الرابطة منظمة طوعية غير ربحية ومفتوحة لجميع منظمي الرحلات السياحية من جميع أنحاء العالم بغض النظر عن حجمهم أو موقعهم الجغرافي. وتعمل المنظمة في 5 مواضيع أساسية تشمل البحوث البيئية والمواضيع الاجتماعية والاقتصادية والثقافية وبناء المقدرات من أجل كفالة التنمية المستدامة وذلك بتنظيم ورشات عمل ومؤتمرات وتقديم التدريب اللازم. وقد بين مدير المنظمة، توم سيلانيمي، "إن خطوة الانضمام إلى منظمة السياحة العالمية تفتح أمامنا أفاقا واسعة وستساعد في إدماج مفهوم التنمية المستدامة في السياحة.

## أهداف منظمة السياحة العالمية
1-نقل الخبرات والتجارب الدولية والمعرفة الفنية لقطاع السياحة.
2-الإسهام في بناء قدرات العاملين في المجال السياحي.
3-تعزيز الشراكة في التنمية السياحية.
4-ترويج السياحة كآلية للسلام، وأداة للتعاون المشترك في الحفاظ على التنوع الثقافي والاقتصادي.
5-تبادل الخبرات والتجارب المتوافرة لدى الدول الأخرى في مجال تنمية القطاع السياحي.

## وصف المنظمة
تتيح العضوية في منظمة السياحة العالمية الاستفادة من الفرص المنتظمة للاجتماع والتشاور مع صناع القرار السياحي على أعلى المستويات (الوزارات، كبار المديرين لكبرى الأنشطة التجارية السياحية)، والتمتع بفوائد المشاركة في عضوية مؤسسة متعددة الأطراف معترف بها من قبل الأمم المتحدة. ويتمتع فيها جميع الدول الأعضاء بحقوق تصويت وعضوية متساوية، والاستفادة من مشورة المنظمة حول مجموعة متنوعة من القضايا السياحية لا تمنحها سوى منظمة دولية محايدة، إضافة إلى الحصول على فرصة المساهمة في تصميم وتبني معايير عالمية وممارسات مقبولة تحكم السياحة. كما تتيح العضوية الاستفادة من جمع وتحليل ونشر المنظمة للبيانات السياحية المأخوذة من أكثر من (180) بلدا ومقاطعة، وتلقي نسخ مجانية من كافة مطبوعات المنظمة ووثائق البحوث وكسب حق وصول خاص لبنك المعلومات الفريد الخاص بالمنظمة.
الذي يتضمن بيانات إحصائية لـ (180) دولة، وإمكانية المشاركة في الندوات والدورات التدريبية التي تنظمها أو تشارك في تنظيمها المنظمة.

## مجالات المنظمة
تساعد منظمة السياحة العالمية الأعضاء في المشاركة بنجاح في زيادة قدراتهم التنافسية بطرق مختلفة. وتتوزع برامجها على مجالات واسعة تمثل أهم نشاطات المنظمة، وهي:

### التعاون من أجل التنمية
تقدم المنظمة النصح والمساعدة للحكومات بشأن مجموعة واسعة من القضايا والموضوعات السياحية بما في ذلك الخطط العامة ودراسات الجدوى الاقتصادية والاحتياجات الاستثمارية ونقل التكنولوجيا والتسويق والترويج. صار نقل الخبرة السياحية للدول النامية أحد المهام الأساسية للمنظمة، حيث تقوم بتعيين الخبراء وتنفيذ كافة أنواع المشروعات الخاصة بالتنمية السياحية والعمل على ضمان التمويل. وتعتمد جميع مشروعات منظمة السياحة العالمية على سياسة الاستدامة بما يضمن عدم إضرار التنمية السياحية بالبيئة أو الثقافات المحلية.

### تنمية الموارد البشرية
توفر المنظمة إطارا استراتيجيا لتنظيم التعليم والتدريب السياحي بما في ذلك الدورات التدريبية للمديرين، ودورات للتعليم عن بعد قصيرة وطويلة المدى وشبكة متنامية من مراكز التعليم والتدريب التابعة للمنظمة. من أولويات المنظمة تطوير تعليم وتدريب ذو جودة عالية وفعال يلائم احتياجات الكفاءات المهنية السياحية في المستقبل وأصحاب العمل في مجال السياحة.

### التنمية المستدامة
تعمل منظمة السياحة العالمية من أجل تنمية السياحة المستديمة وترجمة الاهتمامات البيئية إلى إجراءات عملية. ويعمل قسم البيئة بمنظمة السياحة العالمية في تعاون وثيق مع الأعضاء والمنظمات العالمية الأخرى لضمان التخطيط والإدارة الملائمين لأي تنمية سياحية جديدة بهدف حماية البيئات الطبيعية والثقافية. وتشارك منظمة السياحة العالمية في كافة المنابر والندوات، مثل قمة الأرض التي عقدت في ريودي جانيرو وندوات الكرة الأرضية في كندا.

### الجودة النوعية للتنمية السياحية
تعكس الصحة والسلامة مجموعة واسعة من المسائل المتصلة ببعضها والمتعلقة بتحسين جودة الخدمات السياحية. وتعمل المنظمة من أجل رفع وإزالة الحواجز أمام تدفق السياحة، وإلى تشجيع تحرير التجارة في الخدمات السياحية.

### إحصاءات التحليل الاقتصادي وأبحاث السوق
تعتبر منظمة السياحة العالمية مركزا رائدا لجمع وتحليل ونشر البيانات السياحية المأخوذة من أكثر من (180) بلدا ومقاطعة. وتقوم منظمة السياحة العالمية باستمرار بمراقبة ورصد وتحليل التوجيهات السياحية عبر العالم. وتصدر سلسلة شاملة من المنشورات للأعضاء والصناعة.
تضع منظمة السياحة العالمية معايير عالمية لقياس السياحة. وقد تم تبني توصياتها حول الإحصائيات السياحية من قبل الأمم المتحدة وتطبقها الآن مجموعة كبيرة من الدول. قامت منظمة السياحة العالمية بتطوير نظام حسابات السياحة الفرعي لقياس أهمية وأثر السياحة في الاقتصاديات الوطنية. تقوم المنظمة باستمرار برقابة وتحليل الاتجاهات حول العالم، وإعداد التقارير حول تدفق الرحلات السياحية، وحجم الإنفاق على السياحة.

## الأمناء العامون
- منذ سنة 1975، شغل منصب الأمين العام للمنظمة العالمية للسياحة كل من:

| الاسم     | الفترة                 |
| --------- | ---------------------- |
| 1975-1985 | روبرت لوناتي           |
| 1986-1989 | ويليبارد باهر          |
| 1990-1996 | أنطونيو إنريك سافينياك |
| 1997-2008 | فرانشيسكو فرانجيالي    |
| منذ 2009  | طالب رفاعي             |

## آلية العمل
تجتمع الجمعية العامة كل سنتين بكل الأعضاء. يعين الأمين العام لثلاثة سنوات. المجلس التنفيذي يتكون من 26 عضو، ينتخبون من قبل الجمعية العامة لمدة أربعة سنوات. موظفي الأمانة العامة للمنظمة عددهم 82 موظف. الأمين العام هو الأردني طالب الرفاعي.

## وصلات خارجية
- الموقع الرسمي